# Harro Schulze-Boysen
Harro Schulze-Boysen, född 2 september 1909 i Kiel, död 22 december 1942 i Plötzensee, Berlin, var en tysk officer, publicist och motståndskämpe mot Adolf Hitler och den nazistiska regimen. Genom sin fru Libertas, som hade familjerelationer till Hermann Göring, fick Schulze-Boysen en tjänst i luftfartsministeriet och därmed tillgång till topphemliga dokument. Som regimmotståndare erbjöd han dessa dokument åt den sovjetiska underrättelsetjänsten. Gestapo kom Schulze-Boysen på spåren och tillsammans med sin hustru dömdes han till döden för högförräderi och avrättades.